# Yvonne Arias
Yvonne C. Arias (* 10. Juni 1976 in Los Angeles, Kalifornien) ist eine US-amerikanische Schauspielerin. In der Serie Kamen Rider: Dragon Knight, in der sie eine der Hauptrollen innehatte, wurde sie unter ihrem Künstlernamen Aria Alistar aufgelistet.

## Leben
Ihre ersten namhaften Einsätze als Schauspielerin hatte Arias, die jahrelang der Osbrink Talent Agency in Universal City angehörte und anfangs eine Karriere als TV-Reporterin anstrebte, ab dem Jahre 2004. In diesem Jahr hatte sie neben Gastauftritten in Quintuplets und Eve auch eine wiederkehrende Rolle als Dian in der Seifenoper Passions, wo man sie von 2004 bis 2005 in insgesamt sechs Episoden sah. Hinzu kam neben einem weiteren Auftritt in einer Folge von Emergency Room – Die Notaufnahme ihre erste Filmrolle im Martial-Arts-Film Confessions of a Pit Fighter. 2006 folgten für die junge Schauspielerin zahlreiche weitere Engagements, darunter in der Pilotfolge des Serien-Flops Crumbs sowie in zwei gleich aufeinanderfolgenden Episoden von Scrubs – Die Anfänger, wo sie die attraktive Schwester Martinez mimte. Im ebenfalls 2006 veröffentlichten Film Gamers stellte sie den Charakter der Veronica, eine der eher unbedeutenden Nebenrollen, dar und war zudem noch im selben Jahr mit einem Kurzauftritt in Shut Up and Shoot! bedacht. Neben einem weiteren nur unbedeutenden Gastauftritt im Film White Air im Jahre 2007 erhielt Arias noch zur selben Zeit eine der Hauptrollen der ab 2008 ausgestrahlten Serie Kamen Rider: Dragon Knight, wo sie fortan unter ihrem Künstlernamen Aria Alistar in Erscheinung trat und in allen 40 bis 2010 ausgestrahlten Episoden mitwirkte.

## Filmografie
Filmauftritte (auch Kurzauftritte)
- 2005: Confessions of a Pit Fighter
- 2006: Gamers
- 2006: Shut Up and Shoot!
- 2007: White Air

Serienauftritte (auch Gast- und Kurzauftritte)
- 2004: Quintuplets (1 Episode)
- 2004: Eve (1 Episode)
- 2004–2005: Passions (6 Episoden)
- 2005: Emergency Room – Die Notaufnahme (ER, 1 Episode)
- 2006: Crumbs (Pilotfolge)
- 2006: Scrubs – Die Anfänger (Scrubs, 2 Episoden)
- 2008–2010: Kamen Rider: Dragon Knight (alle 40 Episoden; als Aria Alistar)